# Nové Heřminovy
Nové Heřminovy (deutsch Neu Erbersdorf) ist eine Gemeinde im Okres Bruntál in Tschechien.

## Geografische Lage
Nové Heřminovy liegt etwa 6 Kilometer nordöstlich von Bruntál und 54 Kilometer nordwestlich von Ostrava in der Region Tschechisch-Schlesien. Es liegt im Gebirgsmassiv Nízký Jeseník. Střelná mit 591 m ist der höchste Punkt der Ortsflur.

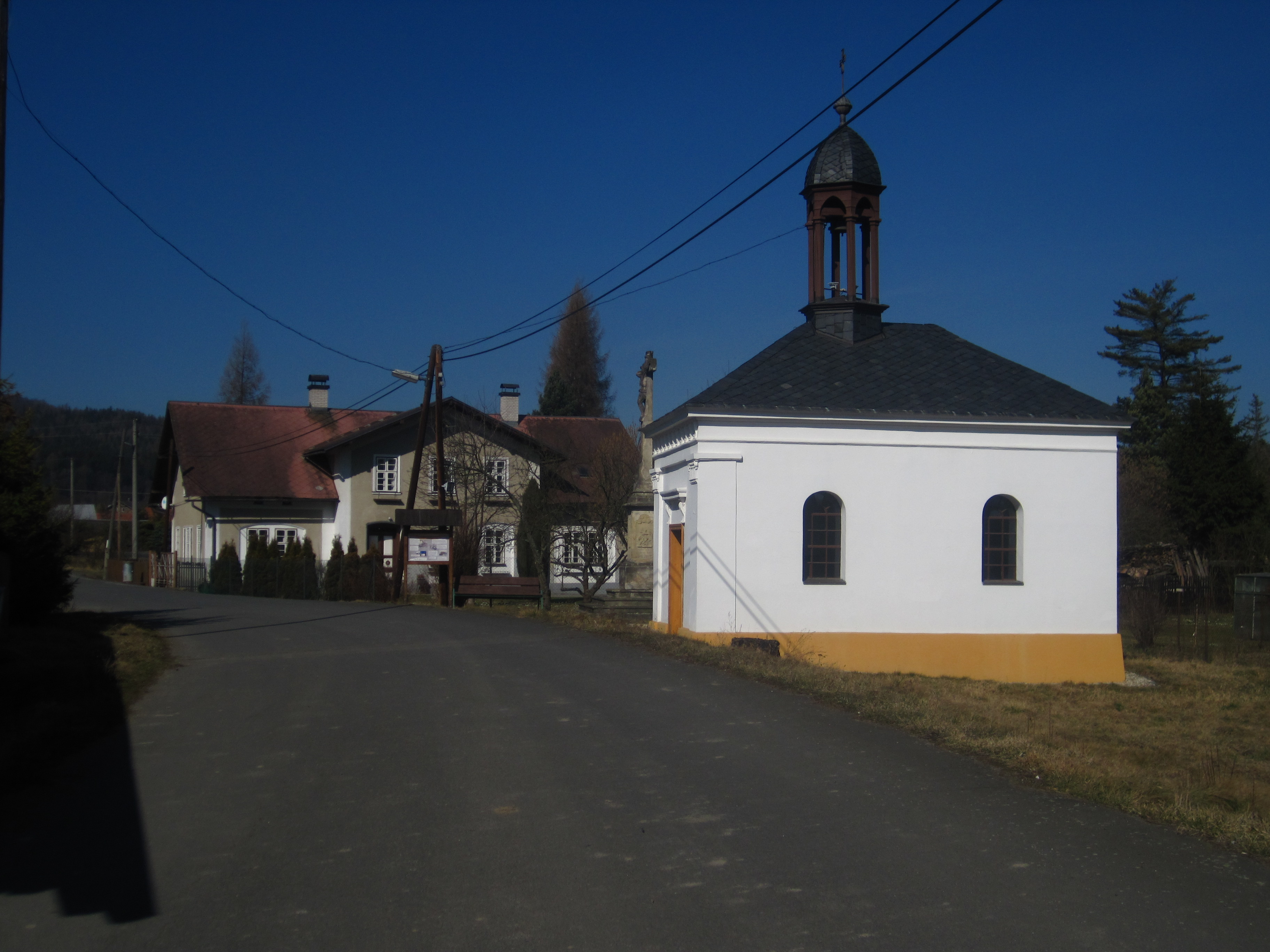
Ortszentrum von Nové Heřminovy mit Kapelle

Durch die Gemeinde fließt der Fluss Opava, an dem der Stausee Nové Heřminovy mit einer Fläche von etwa 130 ha gebaut werden soll. Im Ort mündet der Oborenský potok (Spillendorfer Bach) in die Opava.

## Geschichte
Der Ort wurde 1406 erstmals urkundlich erwähnt.
Ab 1938/39 lag Neu Erbersdorf als selbstständige politische Gemeinde im Reichsgau Sudetenland, Landkreis Freudenthal, Regierungsbezirk Troppau. Hier lebten im Jahre 1940 898 Einwohner.

## Gemeindegliederung
Die Gemeinde Nové Heřminovy besteht aus den Ortsteilen Kunov (Kunau) und Nové Heřminovy (Neu Erbersdorf).

## Söhne und Töchter der Gemeinde
- Engelbert Adam (1850–1919), österreichischer Schauspieler und Schriftsteller